# Рио Гранде де Сантяго
Рио Гранде де Сантяго (на испански: Rio Grande de Santiago) е река в югозападната част на Мексико, в щатите Халиско и Наярит, вливаща се в Тихия океан. Дължината ѝ е 562 km (заедно с езерото Чапала и река Лерма – 1270 km), а площта на водосборния басейн – 119 543 km².
Река Рио Гранде де Сантяго изтича от североизточния ъгъл на езерото Чапала, разположено на 1526 m н.в., при град Окотлан, в щата Халиско. С изключение на най-долното си течение тече предимно в северозападна посока, като пресича в дълбоки проломи и каньони южните части на планинската система Западна Сиера Мадре и образува множество прагове и водопади. В района на град Сантяго Искуинтла излиза от планините, на протежение около 60 km пресича приморската низина, като силно меандрира и се влива в Тихия океан на около 40 km югозападно от Сантяго Искуинтла, в щата Наярит. Основните ѝ притоци са десни: Рио Верде, Хучипила, Боланьос (360 km), Уайнамота (280 km). Подхранването ѝ е предимно дъждовно. Реката е със среден годишен отток 320 m³/s, минимален – 2,11 m³/s, максимален – 74 600 m³/s. Въпреки многоводието си река Рио Гранде де Сантяго не е плавателна поради множеството бързеи, прагове и водопади по течението ѝ. На нея е изградена каскада от три язовира: „Ла Еска“ (2012 г., най-горе), „Ел Кахон“ (2007 г., в средата) и „Агуамилпа“ (1997 г., в долното течение, преди изхода ѝ от планините). Водите им се използват за водоснабдяване на големия мегаполис Гуадалахара, напояване, промишлен риболов и производство на електроенергия.